# ناحیه میرپور
ناحیه میرپور (به انگلیسی: Mirpur District) یکی از ناحیه‌های پاکستان در پاکستان است که در کشمیر آزاد واقع شده‌است. ناحیه میرپور ۱٬۰۱۰ کیلومتر مربع مساحت و ۴۵۶٬۲۰۰ نفر جمعیت دارد.

## خواهرخوانده
شهر برادفورد خواهرخواندهٔ ناحیه میرپور هست.